# Setge de Gerba (1432)
El setge de Gerba de 1432 fou una de les batalles de l'Expedició a Tunis d'Alfons el Magnànim.

## Antecedents
L'ambició permanent d'Alfons el Magnànim sempre va ser el Regne de Nàpols, que ja havia intentat conquerir en la guerra de 1420-1423.

## El setge
L'any 1432, aprofitant la treva amb Castella en la Guerra dels Infants d'Aragó, Alfons el Magnànim es feu de nou a la mar envers Itàlia, amb una primera escala a l'illa de Djerba, posant setge el 15 d'agost, fins al 9 de setembre. Abu-Faris Abd-al-Aziz, governant de Tunísia, s'hi va enfrontar a la platja, sent derrotat.

## Conseqüències
L'oportunitat d'Alfons el Magnànim li va arribar el 1434 i el 1435 amb la mort successivament de Lluís III i de la reina Joana II. Alfons es trobava a Sicília guerrejant contra els hàfsides, i es va decidir a conquerir el seu preuat regne començant per atacar Gaeta. Però la flota catalana fou derrotada en la batalla de Ponça del 1435 per una flota conjunta formada per Gènova, el ducat de Milà, el papat i els reis angevins de Nàpols. En aquesta derrota molts nobles i el mateix rei i els seus germans foren fets presoners, i no foren alliberats fins al pagament d'un altíssim rescat aportat per les Corts de Montsó. Poc després el duc de Milà va canviar de bàndol aliant-se amb Alfons, fet que li permeté a aquest de tornar a intentar la conquesta del Regne altre el cop el 1436, fins a la victòria catalano-aragonesa el 2 de juny de 1442 guanyant tots els seus enemics: la República de Florència, la República de Venècia, el papat, i els partidaris angevins a Nàpols.